# Дзецинув (Отвоцкий повет)
Дзецинув (пол. Dziecinów) — деревня в Отвоцком повяте Польши, в гмине Собене-Езёры. Насчитывала на 2007 год 704 жителя, имеет площадь около 6 км². Находится рядом с рекой Висла.